# ドラベッラの暗号

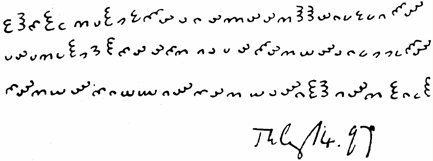
エルガー直筆のドラベッラの暗号。ドーラ・ペニーの回想録にその写真が掲載された

ドラベッラの暗号 (Dorabella cipher) は、イギリスの作曲家エドワード・エルガーがドーラ・ペニーという女性に送った暗号の手紙。ドラベッラはドーラの愛称で、それにちなんでこの名がある。
この暗号は1897年7月14日付の別の手紙に同封されていたもので、ドーラは結局解くことができなかったといわれている。その後も繰り返し解読が試みられてきたが、21世紀にいたっても明快な解法は得られていない。
この暗号は3行にわたるアルファベットのEのような形をした87字からなっている。文字を24の記号に分類するならば、それぞれの記号は8つの方向のいずれかを向いた一つか二つ、あるいは三つの半円が連なってできている（方向があいまいな文字もいくつかある）。3行目の5番目の文字には後ろに小さな点が一つあるようにみえる。

## 背景

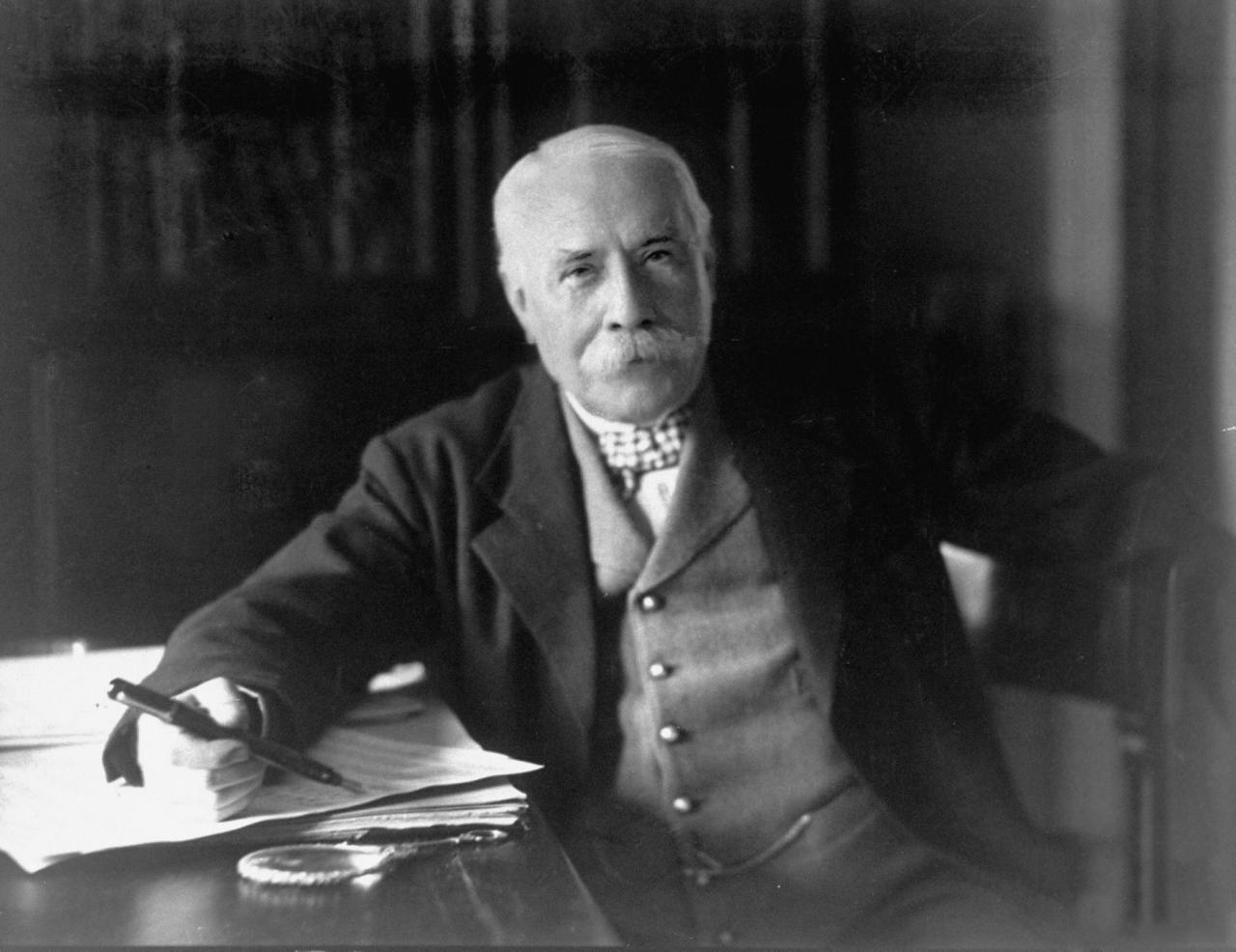
エドワード・エルガーは暗号学に関心があり、モールス信号を学ぼうとしていたことでも知られている。キングストン大学のケヴィン・ジョーンズによれば、エルガーの作品にはこのモールス信号の痕跡をみてとることもできる

ドーラ・ペニーは、ウルバーハンプトンで牧師をしていたアルフレッド・ペニーの娘である。ドーラの母は彼女を産んで6日後の1874年2月に亡くなっている。父のアルフレッドはその後メラネシアに宣教師として赴き、長い間そこで布教につとめた。1895年にドーラの父は再婚するが、そのドーラの継母となる女性が、キャロライン・アリス・エルガーの友人だった。1897年7月、エドワード・エルガーとアリス・エルガーはペニー家からウルバーハンプトンの牧師館へ招かれ、数日のあいだこの地に滞在している。
このときのエドワード・エルガーは音楽教師であり、作曲家として成功する前であり、ドーラ・ペニーは40歳のエルガーより20歳近くも年下だった。エルガーとペニーは互いを気に入り、2人は終生の友人となった。エルガーは1899年の『エニグマ変奏曲』第10変奏を「ドラベッラ」と名づけ、ドーラ・ペニーに捧げている。
グレイト・マルヴァーンに戻った妻のアリスは1897年7月14日にペニー一家へ感謝の手紙を書いている。エルガーはそれにこの謎めいた文字を書いた紙片を差し込んだのである。彼はその裏に「ミス・ペニー」と鉛筆書きをしている。しかしこの紙片は40年もの間、引き出しにしまわれたままだった。この手紙が広く知られるようになったのは、1937年にマスーアン出版からドーラが回想録を出し、そこにエルガーの暗号の写真を載せてからである。その後オリジナルの手紙は失われてしまった。ドーラはその手紙を読むことがついにできなかったと語っていて、それが暗号化されたメッセージだということは当然だと考えていた。
ケヴィン・ジョーンズはこの背景についてこう述べている。

ドーラの父は長年宣教師をつとめたメラネシアから戻ってきたばかりだった。この地の言葉や文化に魅せられた彼は、神聖な文字の象られた歴史あるタリスマンをいくつか持ち帰っていた。たぶんこうした品物がウルバーハンプトンで何日か過ごしたエルガーとの話の種として披露されたのではないだろうか？そしてドーラは回想録を書いているときに、このことも思い出したのだ。これなら、ずっと後になって東洋アフリカ研究学院の所長とやりとりをしたときに暗号化されたメッセージが「碑文」と呼ばれていたことにも説明がつ

実際、エルガーは暗号に関心を持っていたと言われている。エルガー生誕地博物館には彼が暗号の創作を試みたノートが展示されている。またこの博物館は1896年の『ポールモール・マガジン』に掲載された「暗号の秘密」と題した4つの作品と木の箱を保管している。この箱はエルガーが暗号の解き方を塗料で記したものだが、4つ目の暗号は解読不可能な「ニヒリストの暗号」だった。

## 解読の試み
音楽学者のエリック・サムズは1970年にこの手紙の解読を行った。彼はいくつもの鋭い指摘をしているが、そのやり方は複雑で理解するのは困難である。サムズが解読したメッセージは次のようなものである。

STARTS: LARKS! IT'S CHAOTIC, BUT A CLOAK OBSCURES MY NEW LETTERS, A, B
[alpha, beta, ie Greek letters or alphabet] BELOW: I OWN THE DARK MAKES
E. E. SIGH WHEN YOU ARE TOO LONG GONE.

この文章は（ギリシア文字への注釈である括弧内を除いても）109文字あるが、エルガーの手紙には87ないし88文字しか含まれていない。サムズの主張によれば、文字数が過剰であるのは、原文に音の省略があったことを示唆している。
ティム・ロバーツは単純な換字式暗号であり、統計的な根拠を示せると主張している。得られた文章は―

P.S. Now droop beige weeds set in it – pure idiocy – one entire bed! Luigi Ccibunud luv’ngly tuned liuto studo two.

2001年12月、カナダ人の暗号愛好家リチャード・ヘンダーソンは正しいプレーンテキストを発見したと主張した。これも細部に未解読の部分を残しているが、単純な換字式暗号として解こうとしたものだった。彼の読解は次のようなものである。

whY AM I VERY SAD, BELLE.
I SAG AS WE SEE ROSES DO.
E.E. IS EVER FOND OF U, DORA.
I kNOw I PeN ONE I LOVe.
All Of My Affection.

## コンテスト
2007年、エルガー協会はエルガーの生誕150周年を記念して、ドラベッラの暗号コンテストを開催した。多数の応募があったが、疑問の余地のないものは一つもなかった。「感動的なまでに熱意に満ちた、周到な分析をみせるものが一つないし二つはあった。しかしエルガーの記号をアルファベットにあてはめており、必然的にかなり無作為な文字の並びになってしまっていた…。その結果、創造力に満ちた頭の中ででたらめに浮かぶ文字列のように、どうしようもなく支離滅裂な言葉のつながりになっている」。

## 文献情報
- Mrs. Richard Powell (1949). Edward Elgar: Memories of a Variation. Methuen & Co - ドーラ・ペニーの回想録